# Vidră cu coadă lungă
Vidra cu coadă lungă (Lontra longicaudis) este o specie de vidră găsită în Mexic, America Centrală, America de Sud și Trinidad și Tobago.

## Taxonomie
Vidra cu coadă lungă a fost descrisă științific pentru prima dată în 1818 de către Ignaz von Olfers⁠(en)[traduceți].
Vidrele cu coadă lungă au o relație filogenetică neobișnuită cu alte specii de vidre. Sunt cel mai asemănătoare cu lutra de mare sud-americană (Lontra felina) și lutra chiliană (Lontra provocax), ceea ce nu este surprinzător având în vedere că aceste două specii sunt găsite în America de Sud. Totuși, vidrele cu coadă lungă sunt înrudite relativ mai slab cu vidra uriașă (Pteronura brasiliensis), ceea ce este surprinzător având în vedere că au nișe ecologice și domenii vitale aproape identice.

### Subspecii
Într-un studiu, niște vidre dintr-o anumită arie din sudul Braziliei au prezentat variație scăzută în nucleotide, dar diversitate ridicată a haplotipului⁠(en)[traduceți] comparativ cu alte alte specii de vidre și alte specii de carnivore. Studiul a concluzionat că s-ar putea ca vidrele să treacă printr-o creștere recentă a diversității. Rezultatele arată de asemenea inter-înrudire la vidrele ce locuiesc aproape una de alta și indică că specia ar trebui separată în subspecii.
A treia ediție a Mammal Species of the World listează următoarele subspecii pentru vidra cu coadă lungă:
- Lontra longicaudis longicaudis (Olfers, 1818)
- Lontra longicaudis annectens (Major, 1897)
- Lontra longicaudis enudris (F. G. Cuvier, 1823)

## Descriere
Vidra cu coadă lungă este acoperită cu blană scurtă, de culoare brună-cenușie închisă. Culoarea blănii este mai deschisă în jurul buzei și părții din față a gâtului. Coada îi este lungă și lată, iar picioarele robuste și scurte, cu degete cu membrană interdigitală⁠(en)[traduceți] întreagă. Este o specie dimorfă sexual, masculi fiind cu în jur de 25 % mai mari decât femelele. Lungimea capului plus cea a trunchiului poate varia de la 36 până la 66 cm, iar lungimea cozii de la 37 până la 84 cm. Greutatea corporală a vidrei variază în general de la 5 până la 15 kg. Vidrele cu coadă lungă comunică cu vidrele din apropiere prin marcaje de miros. Comunicarea poate se poate face și prin fluierături, zumzete și țipete.
Formula dentară⁠(en)[traduceți] a vidrelor cu coadă lungă rareori diferă de cea a vidrelor de râu (Lutra lutra), exceptând cele câteva cazuri în care vidrele au anomalii dentare. Femelele și masculii au aceeași formulă. Formula dentară (pentru jumătate de craniu) este după cum urmează:
- Sus: 3 incisivi, 1 canini, 4 premolari și 1 molar
- Jos: 3 incisivi, 1 canini, 3 premolari și 2 molari

## Răspândire și habitat

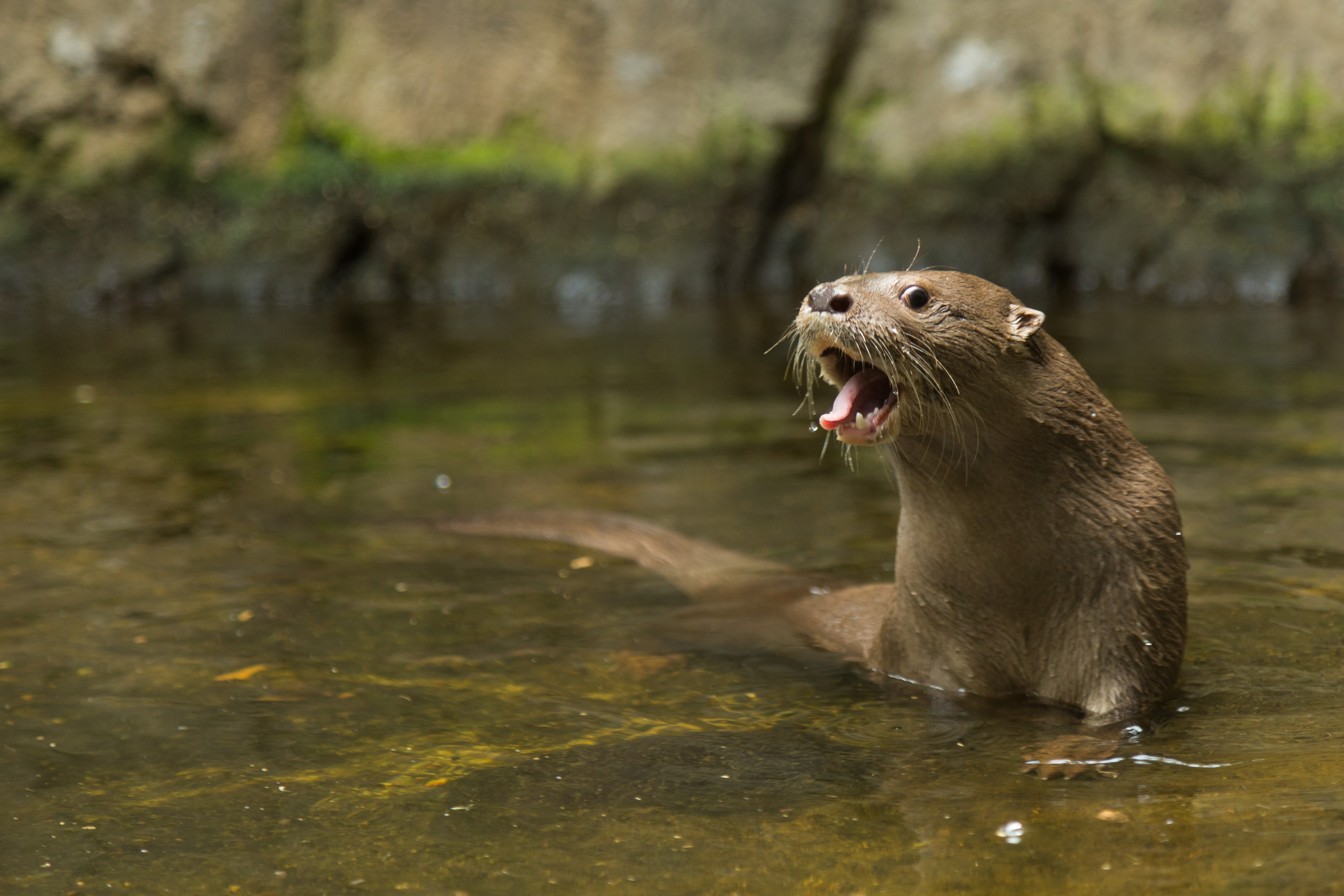
O vidră cu coadă lungă în Bioparque Ukumarí, Columbia

Vidra cu coadă lungă are răspândirea cea mai largă dintre toate speciile din genul Lontra. Habitatul se poate întinde din nord-vestul Mexicului până în Argentina Centrală. Preferă râuri limpezi, ce curg repede, și rareori se știe să se stabilească în ape lente încărcate cu aluviune situate la altitudine joasă sau în zone turboase. Deși se găsesc cel mai adesea la 300–1.500 m deasupra nivelului mării, au fost găsite vidre cu coadă lungă stabilite și la 3.000 m. Au nevoie de vegetație riverană deasă și locuri abundente de vizuină, dar în afară de asta, vidra cu coadă lungă este foarte versatilă și tolerantă la schimbările de mediu. Vidrele preferă locuri de vizuină care sunt solide, situate sus, uscate și în apropierea apei. Vidra cu coadă lungă este specia care suportă diferite medii cel mai bine dintre toate speciile de vidre. Pe lângă râuri și alte cursuri de apă, se pot stabili în și profita de diverse alte habitate, precum stații de epurare a apelor uzate, câmpuri de orez, plantații de trestii de zahăr, estuare, delte, șanțuri de drenaj și uneori mlaștini. Populează lacuri glaciale, reci, și cursuri de apă din Anzii din Ecuador și Columbia. De asemenea, vidrele cu coadă lungă se aventurează pe maluri de mare și pe plaje (menținând un stil de viață aproape „salmastru”), vânând creaturi marine și jucându-se în apa cu salinitate ridicată.

## Comportament și ecologie

### Dietă
Dieta vidrei cu coadă lungă constă mai ales din pești și crustacee, care alcătuiesc 67 %, respectiv 28 % din dieta totală a vidrei. De asemenea, vidra se hrănește ocazional cu moluște și mamifere mici, precum și cu păsări, insecte mari și fructe. Se știe că atacă ocazional plasele de pescuit pentru hrana pe care o oferă, ceea ce reduce productivitatea pescarilor.
Anotimpul afectează de asemenea foarte mult alegerile alimentare ale vidrei. Un studiu a găsit o proporție mai mare de broaște în dieta vidrelor în timpul sezonului secetos, când sunt disponibili mai puțini pești și crustacee. Totuși, în această perioadă, broaștele și reptilele încă alcătuiesc o proporție foarte mică a dietei totale. Alt motiv pentru care se întâmplă asta ar putea fi faptul că anumite broaște se împerechează în timpul sezonului secetos, devenind astfel niște prăzi mai ușor de prins. Per total, răspândirea speciilor prăzi dintr-o anumită zonă se corelează aproximativ cu proporția fiecărei specii găsite în dieta vidrelor.

### Reproducere
Reproducerea are loc în principal primăvara. Gestația durează 56 de zile sau mai mult, iar rândul de pui⁠(en)[traduceți] constă în 1–5 pui. Puii se nasc orbi, dar acoperiți complet cu blană. Ies din cuibul mamei lor când au vârsta de în jur 52 de zile și încep să înoate la 74 de zile. Sunt crescuți în întregime de mamă, căci tatăl nu se implică în îngrijirea puilor. Masculul petrece numai o singură zi cu femela, în timpul sezonului de reproducere. În cadrul unei înmulțiri în captivitate, este posibil ca mama să își fi mâncat puiul.
Vidrele cu coadă lungă își cresc puii într-o vizuină, fără un mascul. În unele cazuri, femela poate găsi o vizuină care are un spațiu pentru a își ține pui și o zonă separată cu spațiu pentru ea însăși.

### Vizuină
Într-o zonă sănătoasă din punct de vedere ecologic, există mai multe adăposturi posibile, așa că un individ își poate alege vizuina preferată. Totuși, studiile arată că nu toate adăposturile posibile sunt ocupate și că nu toate adăposturile sunt folosite în mod egal de vidrele cu coadă lungă. Vidrele vizitează cu frecvență variabilă diferite vizuini, de la o singură dată sau de câteva ori până la de multe ori pe an. Un factor care le influențează preferința pentru o vizuină are de a face cu nivelul apei, mai ales în timpul sezonului inundațiilor, când o vizuină situată aproape de nivelul apei poate fi cu ușurință distrusă de apă. O vizuină poate fi la nivelul apei, în apropierea malului sau la mai mult de 1,5 m în jurul nivelului mării.
Există mulți alți factori ce influențează preferințele vidrelor pentru un adăpost. Vidrele cu coadă lungă preferă vizuini situate lângă apă dulce, zone cu disponibilitate ridicată de hrană, și apă relativ adâncă și lată. În timpul perioadelor cu nivel scăzut al apei, unele vidre pot ajunge mai îngrămădite pentru că se mută toate în zone cu un râu cu apă mai adâncă și mai mulți pești. Iazurile late, adânci, au fost identificate ca având o diversitate mai mare de pești, ceea ce se potrivește cu preferințele vidrelor. Unele studii arată că vidrele vor renunța la o vizuină mai puțin agreabilă, dar mai accesibilă, precum un mal noroios al unui râu, pentru a petrece mai mult timp într-o vizuină preferințială, precum un țărm stâncos.
Un studiu asupra deplasării unei vidre mascul pe parcursul a peste 35 de zile a arătat că vidra a folosit trei vizuini diferite care nu comunică între ele. De asemenea, acest individ s-a deplasat între două insule separate de un estuar lat de 1 km. A petrecut ceva timp într-o zonă cu mult noroi, care reprezintă un substrat prost pentru o vizuină, așa că se poate ca motivul pentru care era în mișcare să fi fost căutarea de hrană.
Vizuinile pot avea mai mult de o singură deschizătură, așa că vidra poate ieși cu ușurință pentru a căuta hrană și în același timp să se afle la adăpost de prădători. Există multe clasificări de vizuini pe care le pot folosi vidrele cu coadă lungă. O cavitate printre pietre sau sub rădăcini de copaci este preferată. În unele părți ale Americii de Sud, o vidră poate merge într-o cavitate în care se dizolvă calcar sau într-o cavitate dintr-un zid stâncos. Chiar dacă îi lipsește o sursă de lumină, vidrele cu coadă lungă se pot folosi bine de o astfel de casă solidă. În ultimă instanță, o vidră depune energie pentru a săpa un spațiu prin vegetație sau un mal de râu, deși aceste case sunt mai puțin solide. Covorul vegetal este de asemenea foarte important pentru vidra cu coadă lungă. Comparativ cu vizuinile altor vidre, vizuinile vidrei cu coadă lungă nu au găuri ce dau direct în apă, nu folosesc materii vegetale drept așternut și pot include și peșteri lipsite de lumină. Vidrele cu coadă lungă sunt creaturi dificil de observat și preferă păduri neperturbate fără semne de activitate umană. Atunci când oamenii taie păduri pentru terenuri agricole, numărul habitatelor disponibile vidrelor scade vertiginos.

### Comunicare
Precum alte specii de vidre, vidrele cu coadă lungă își marchează teritoriul cu zgârieturi și excremente în locuri vizibile precum pe stânci sau sub poduri. Semnele de marcare pot fi cel mai abundente în jurul vizuinilor lor. Obișnuiesc să marcheze numai în anumite zone ale vizuinii, separate de centrul activ al vizuinii. În peșteră, unde se poate scurge apă prin pereți care să șteargă mirosul, ocupantul peșterii poate marca zone dinăuntrul vizuinii sale.

### Concurență
Nișele și domeniile vidrei uriașe și ale vidrei cu coadă lungă se suprapun din plin. Ambele specii sunt diurne și în principal piscivore. Vidra uriașă este mai puțin tolerantă la diverse habitate, preferând râuri lente și vegetație ce atârnă de sus, dar acolo unde s-ar putea găsi și vidra cu coadă lungă. Vidra uriașă este mult mai mare și vânează în grupuri, așa că poate vâna prăzi mai mari. Unele zone, precum Pantanal, au productivitatea suficient de ridicată astfel încât ambele specii de vidre pot coexista cu concurență puțină sau inexistentă (diferențiere de nișe). În plus, vidrele cu coadă lungă preferă cursuri de apă mai adânci și mai late decât vidrele uriașe.

## Conservare
Uniunea Internațională pentru Conservarea Naturii listează vidra cu coadă lungă drept aproape amenințată⁠(en)[traduceți]. Această specie este în prezent protejată în Argentina și multe alte țări sud-americane. Vânătoarea intensivă pentru blana sa din anii 1950–1970 a dus la multă extincție la nivel local de-a lungul arealului vidrei. Vânătoarea ilegală, distrugerea habitatului prin minerit și operarea de ranch-uri, și poluarea apei continuă să afecteze populația de vidre cu coadă lungă. Deși au existat încercări de a înmulți vidre cu coadă lungă în captivitate, aceste încercări au fost în mare parte lipsite de succes.
Majoritatea sentimentelor negative legate de vidre apar la pescarii care concurează cu vidra pe pești. Este nevoie de mai multe date pentru a determina câtă suprapunere există între capturile la care speră pescarii și dieta vidrelor. Cea mai intensă concurență între vidre cu coadă lungă și pescari are loc în condiții de secetă. Pescarii se pot îndepărta de locurile obișnuite de pescuit pentru a se duce la iazuri mai adânci unde vidrele vânează de obicei în absența oamenilor. Un studiu asupra pozițiilor pescarilor locali a concluzionat că cunoștințele pescarilor se potriveau cu datele științifice legate de vidra cu coadă lungă, precum comportamentul, descrierea corporală și alte date. Deoarece cunoștințele pescarilor se potriveau cu cele științifice, oamenii de știință s-au putut încrede în comunicările pescarilor (cu informații ce provin direct de la pescari) despre problemele pe care le experimentează aceștia cu vidrele. Pescarii au raportat că vidrele le deteriorează echipamentul de pescuit, dar nu și plasele pentru creveți și crabi. Localnicii au opinii diferite legate de prezența vidrelor, de la a înțelege că trebuie să împartă spațiul cu vidrele până la a dori să ucidă vidrele. Au existat propuneri de a furniza pescarilor banii pe care nu i-au putut primi de pe urma peștilor din cauza vidrelor. Totuși, s-ar putea să fie mai bine să fie plătiți pentru a colecta date despre specie. Astfel, pescarii ar beneficia economic, s-ar îmbunătăți poziția pescarilor față de vidre și s-ar înmulți datele, în prezent insuficiente, legate de această specie. Vidrele rareori ajung să fie prinse în plase cu ochiuri, iar când sunt prinse foarte rar se întâmplă ca vidrele să moară din această cauză.
Vidrele cu coadă lungă sunt amenințate de degradarea habitatului legată de: agricultură, compactarea solului, poluare, șosele și scurgeri. De asemenea, atunci când pădurile sunt defrișate pentru ca vitele să poată paște, vegetația deasă (care este habitatul preferat al vidrei) de lângă ape curgătoare este fie tăiată și ea, fie călcată în picioare de vite. Această specie este un indicator ecologic foarte important deoarece are un potențial reproductiv scăzut și preferă habitate acvatice, bogate ecologic.

## În captivitate
Două vidre cu coadă lungă, una mascul și cealaltă femelă, au fost capturate în 1994 în apropiere de Caucasia, Colombia, și duse în 1996 la Parcul Zoologic Santa Fe. Personalul grădinii zoologice a observat perechea împerechindu-se în apă, după care a separat animalele. Femela a născut de trei ori; o singură naștere a avut succes. Se poate ca moartea puilor să fi fost provocată neintenționat de către mamă. O părere sugera că țarcul mamei era prea mic și că mama nu avea acces la apă, așa cum ar avea în sălbăticie. Perioada de gestație a mamei a fost de 86 de zile pentru două evenimente reproductive separate înregistrate la această grădină zoologică. O perioadă de gestație de 86 de zile este mult mai lungă decât perioada crezută și acceptată înainte, care era de în jur de 60 de zile. Există două explicații posibile: s-ar putea să existe diferențe între subspecii diferite sau se poate ca o copulație ulterioară să fi avut loc și să nu se fi observat. De asemenea, s-ar putea ca această specie de vidră să prezinte variație pe perioadă scurtă în perioadele de gestație.